# Jardin biblique
Un jardin biblique est un type de jardin à thème qui maintient en culture une collection de plantes citées dans la Bible. Ce type de jardin peut se situer dans le cadre d'un jardin botanique, d'un parc public ou d'un jardin privé,,,.
Ces jardins sont cultivés dans de nombreuses régions du monde, notamment dans des endroits aussi divers que le Jardin botanique biblique de l'université Seinan Gakuin au Japon et le jardin botanique du Missouri aux États-Unis.
Les plantes de la Bible cultivées dans ces jardins sont l'ensemble des espèces de plantes citées dans les Écritures du Judaïsme et  du Christianisme . D'autres plantes associées aux thèmes et sujets de la Bible sont parfois également incluses, en particulier dans les régions aux climats différents. En outre, certains jardins exposent des objets afin d'illustrer des histoires bibliques ou de montrer comment les gens vivaient à l'époque biblique.

## Jardins bibliques remarquables

### Israël
- Jardin biblique Yad Hashmona
- Neot Kedumim
- Jardin botanique de Jérusalem

### Europe
- Cathédrale d'Elgin[6],[7]
- Le Jardin du Livre - Valff 67210 (France) site internet

### États-Unis

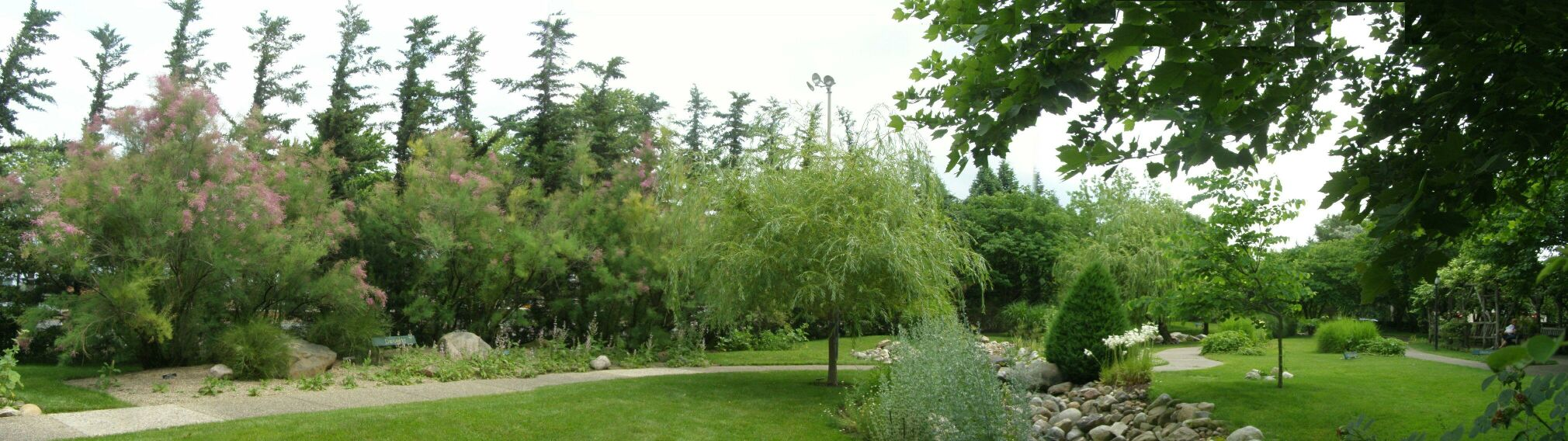
Jardin biblique de Warsaw (Indiana).

- Jardin botanique de Huntsville, Huntsville (Alabama)
- Jardin botanique biblique Rodef Shalom, Pittsburgh (Pennsylvanie)
- Warsaw (Indiana)[4]
- Jardin botanique de San Francisco
- Jardin botanique du Missouri
- Jardin biblique de Fair Haven, Fair Haven (Vermont)
- Cathédrale Saint-Jean-le-Théologien de New York
- Tree of life garden, Valley Center, Californie
- Musée de la Bible, Washington, D.C., jardin sur le toit[8]

### Japon
- Jardin botanique biblique de l'université Seinan Gakuin